# Dichromodes costinotata
Dichromodes costinotata är en fjärilsart som beskrevs av Walker 1861. Dichromodes costinotata ingår i släktet Dichromodes och familjen mätare. Inga underarter finns listade i Catalogue of Life.